# Info-Flash
 (décembre 2020).
 (décembre 2023).
 (décembre 2023).

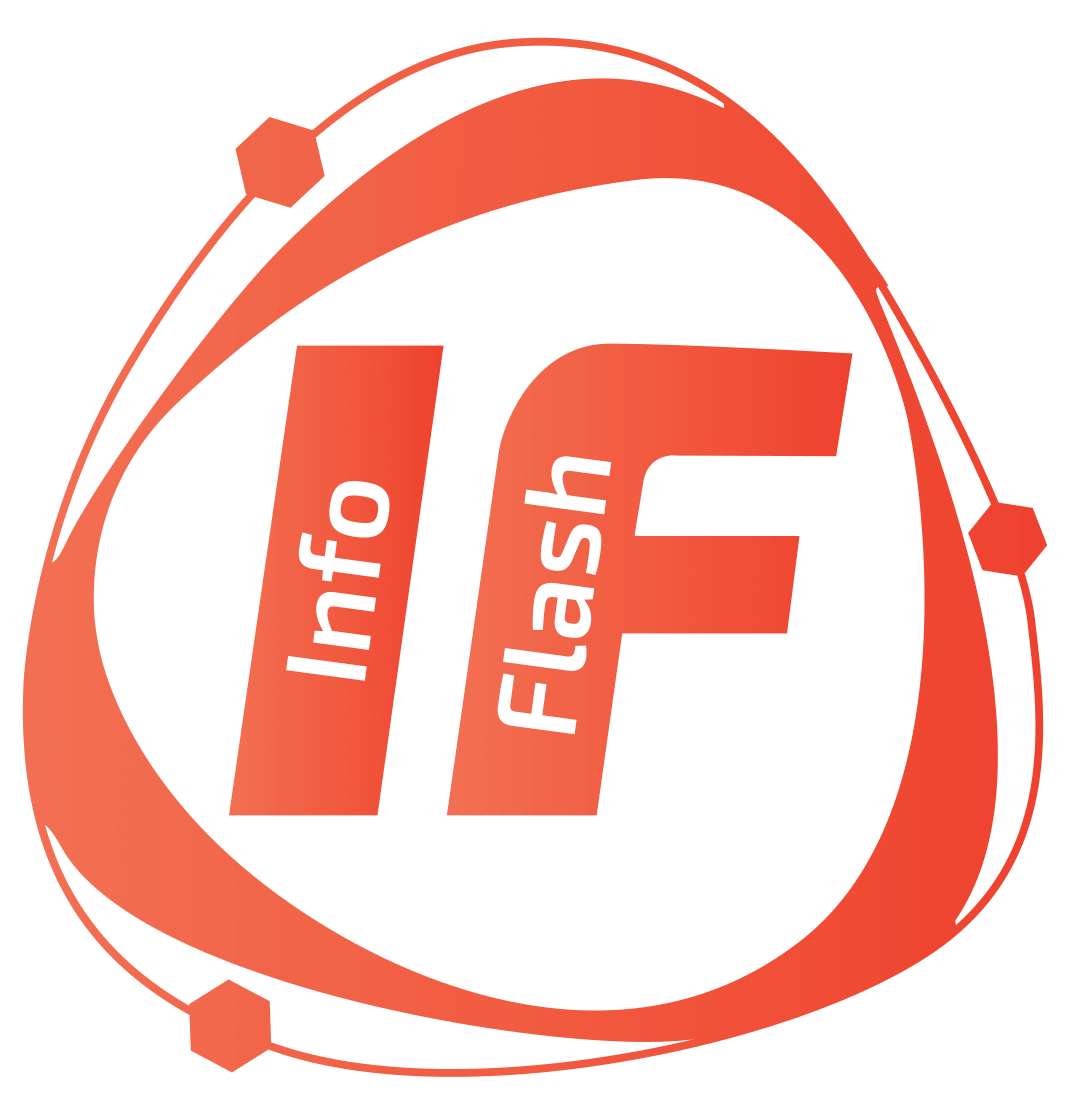
Logo Info-Flash

Info-Flash est une plateforme numérique d'information et de prévention locale, fondée par l'entreprise française NevenSys. 
Basé sur des algorithmes innovants, la plateforme Info-Flash a pour objectif d'accompagner les autorités locales, les services d’intervention et les établissements d'intérêt public à mener à bien leurs missions de prévention, d’information et de protection de l'environnement. 
La plateforme est utilisée pour mener à bien les actions suivantes :
- Informer et Alerter les citoyens en temps réel.
- Lutter contre la diffusion de fausses informations.
- Déployer des moyens de prévention innovants.
- Cartographier les points d'intérêt public dans le cadre de la prévention des risques et la préservation de l’environnement.

## Info-Flash un projet d'intérêt public

### Création
NevenSys est une société française spécialisé depuis 2015 dans la recherche, le développement et le codage informatique de solutions numériques. NevenSys a créé le projet "Info-Flash" dont le but est de faciliter la communication des institutions publiques en temps de crise. Les algorithmes sélectionnent et centralisent les informations officielles issues des autorités locales et des services d’intervention (Mairies, police, gendarmerie, pompiers, etc.) et les partagent en temps réel avec les populations locales.

### Participation citoyenne
Les utilisateurs peuvent participer à la chaîne d'alerte en signalant les dangers, les dysfonctionnements et les dégradations via la plateforme web ou l'application mobile Info-Flash. Les informations sont transmises en direct aux autorités locales.

### Algorithme
La plateforme Info-Flash utilise un algorithme destiné à la collecte, à l'analyse et à la diffusion des informations à caractère préventif ou sécuritaire. 
Les données issues des autorités locales sont collectées et analysées par l'algorithme afin de confirmer leur validité en croisant plusieurs sources. Elles sont ensuite sélectionnées et triées pour cibler uniquement les territoires concernés. Les informations sont ensuite diffusées et notifiées à la population concernée.

### Diffusion de l'information et mise en alerte
Info-Flash transmet les informations et les messages d'alertes via plusieurs canaux de communication : des notifications sur smartphones et tablettes par l'intermédiaire d'application mobile ; des notifications sur smartphone, tablettes et PC par l'intermédiaire des navigateurs afin d'informer le plus grand nombre de personnes en temps rée ; des SMS à l'aide de messages courts et sourcés ; des appels téléphoniques automatisés adaptés aux personnes n'ayant pas la possibilité de consulter leur SMS ; des notifications sur les réseaux sociaux et les moteurs de recherche (Google, Bing, Yahoo, etc.).
Chaque utilisateur peut sélectionner le ou les canaux par lesquels il souhaite être Alerté.

## Fonctionnalités
- Agrégateur d'informations officielles : Innovation labellisée par l’Etat.
- Solutions logicielles pour alerter en temps réel : SMS / Appel / Email / Notifications.
- Prévention des risques par signalement : Incidents / Dysfonctionnements / Dangers.
- Prévention des risques par surveillance automatisée : Risques météorologiques et environnementaux
- Cartographie dynamique des points d'intérêt public : Défibrillateurs déclarés dans la base nationale Géo’DAE.

## L'équipe
Le projet Info-Flash est né de la collaboration de plusieurs experts :
Michel Coint, président de la société NevenSys et chargé de stratégie commerciale. Cédric Cartierre, directeur technique et chargé de codage/sécurité du projet Info-Flash. 

Cette équipe dirigeante travaille au côté de multiples partenaires.

## Partenaires
- Ministère de la Transition Écologique et Solidaire
- Cognix-Système : équipe d'expert de la technologie web et de l'infogérance
- OVH : hébergeur de site internet
- BPI France
- GreenTech Inovation : Accompagne des start-ups innovantes qui agissent en faveur de la transition écologique
- Médias (La Région Occitanie, France Info, Midi libre, L'équipe, Pole Emploi, Géo'DAE, Objectif Gard, Facebook, Twitter…)

## Établissement interconnecté
En 2021 plus de 6 500 établissements sont interconnectés en France à la plateforme Info-Flash.